# ServusTV
ServusTV ist ein österreichischer Privatfernsehsender mit Sitz in Wals-Siezenheim im Land Salzburg. Wie auch der Verlag mit der Zeitschrift Servus in Stadt und Land gehört er zu Red Bull Media House. Der Sender ging 2009 aus dem 1995 gegründeten Sender Salzburg TV hervor.
Der Sendebetrieb begann am 1. Oktober 2009. Der Sender wird in Österreich digital-terrestrisch mittels DVB-T2 ausgestrahlt und ist über Satellit verschlüsselt empfangbar (zum Beispiel via Smartcards von ORF Digital, Sky Österreich oder HD Austria). Auf der Website des Senders ist das Programm als Livestream verfügbar. ServusTV betreibt seit 2022 die Video- und Streamingplattform ServusTV On.
Seit 2016 wird der Sender insbesondere wegen wiederholter Auftritte von Rechtsextremisten in einer Talkshow sowie des „Wochenkommentar“ des Intendanten Ferdinand Wegscheider als rechtspopulistisch kritisiert. Seit der COVID-19-Pandemie wird dem Sender die Verbreitung von diesbezüglichen Falschinformationen in einigen Sendeformaten vorgeworfen.

## Geschichte

Logo von Salzburg TV

### Salzburg TV
ServusTV ging aus dem Sender Salzburg TV hervor, an dem Red Bull am 1. Jänner 2007 einen 95-Prozent-Anteil um einen symbolischen Euro erwarb. 2008 verließen die beiden Gründer von Salzburg TV den Sender, die genannten Gründe waren starke Differenzen über die Zukunft des Senders. Ihre Anteile wurden ebenfalls von Red Bull erworben.
Nachdem der Relaunch mehrmals verschoben worden war, wurde der Sender am 1. Oktober 2009, 17.25 Uhr, in ServusTV umbenannt und zu einem 24-Stunden-Spartenprogramm mit Magazinen und Brauchtumssendungen, Berichten über Veranstaltungen, Kino, Sport, Reisen und Kulinarischem ausgebaut, der Informationen, Bildung, Beratung und Unterhaltung bietet. Gleichzeitig wurde die Variante in HD-Auflösung aufgeschaltet.

### Vom Spartensender zum Vollprogramm
Anfang 2010 wurden 3D-Testsendungen im ColorCode-3D-Verfahren eingeführt, für die man eine Anaglyphenbrille benötigt. Es gab jedoch keine festen Zeiten für 3D-Sendungen, da ServusTV diese Programme zunächst testweise im Rahmen des Red-Bull-TV-Fensters ausstrahlte. Darüber hinaus wurden im Rahmen der Sendung Vogelfrei (Dienstag bis Freitag) Rundflüge über den Alpen-Donau-Adria-Raum in 3D gesendet. Trotz des umfangreichen Angebots in den verschiedenen Sparten war das Programm in Österreich lange Zeit nur als Spartenprogramm lizenziert. Erst im April 2013 erkannte die lizenzierende KommAustria das Angebot als Vollprogramm an. In Deutschland galt es zunächst weiterhin als Spartenprogramm mit dem Schwerpunkt Unterhaltung, erst im Jahr 2015 wurde es als Vollprogramm anerkannt. Für den Programmveranstalter ist die österreichische Lizenz maßgeblich, lediglich für die Verbreitung in den deutschen Kabelnetzen zusätzlich die deutsche Lizenz.
In Deutschland wurde ServusTV vom 1. September 2010 bis zum 31. Dezember 2023 auch im Free-TV über Telekom Entertain und Vodafone TV übertragen. Ab dem 20. Dezember 2010 gab es einen zusätzlichen Feed, um nach Aussage des Senders Schaltungen deutscher Werbekunden im Kabel und über Satellit separat berücksichtigen zu können. Das Programm selbst wurde (mit Ausnahme der DEL- beziehungsweise EBEL-Übertragungen im Rahmen der Servus Hockey Night) nicht auseinandergeschaltet.
Von Dezember 2011 bis Jänner 2014 wurde ServusTV in Berlin auch über DVB-T übertragen. Später wurde ServusTV Deutschland ein eigener Sender. Das Programm von ServusTV Deutschland und ServusTV in Österreich unterschied sich stark, auch auf Grund unterschiedlicher Rechte für Filme und Sportübertragungen. ServusTV verzeichnete 2021 sein bisher stärkstes Quotenjahr. Der Sender kam in der Gesamtzielgruppe auf 3,7 Prozent Marktanteil (2020: 3,4 Prozent) und war damit im Vorjahr der in Österreich meistgesehene heimische private Fernsehsender.

### Initiative zur Gründung eines Betriebsrates und angedrohte Einstellung des Sendebetriebs
Am 3. Mai 2016 gab Red Bull Media House bekannt, den Sendebetrieb aus wirtschaftlichen Gründen einzustellen. Die diskutierte Gründung eines Betriebsrates war dafür ausschlaggebend. Dietrich Mateschitz gab dazu später an, dass die bevorstehende Gründung eines Betriebsrates für die Unabhängigkeit des Senders „nicht gerade dienlich sei“. Weiters kommentierte er, dass der Betriebsrat „anonym, unterstützt von Gewerkschaft und Arbeiterkammer“ zustande gekommen wäre. Die „Unabhängigkeit, Eigenständigkeit und Unbeeinflussbarkeit insbesondere durch politische Parteien, egal welcher Richtung, war von Anfang an ein tragender Pfeiler von ServusTV“. Nachdem sich fast alle Mitarbeiter am nächsten Tag gegen einen Betriebsrat schriftlich ausgesprochen hatten und auch in einer Videobotschaft an Mateschitz um die Weiterführung des Senders gebeten hatten, gab dieser einen Tag später bekannt, dass er seine Entscheidung wieder zurückgenommen habe.

### Einstellung des Sendebetriebs in Deutschland und der Schweiz
Am 31. Juli 2016 bestätigte Red Bull Media House, den Sendebetrieb in Deutschland und der Schweiz zum Jahresende einzustellen und die Sendelizenzen in den entsprechenden Ländern zurückzugeben. In diesem Zusammenhang berichtete der Kurier von einem jährlichen geschätzten Fehlbetrag in Höhe von 40 bis 50 Millionen Euro. Da die österreichische Version des Programms am 1. März 2016 aus rechtlichen Gründen verschlüsselt wurde und die für die Entschlüsselung erforderliche ORF-Smartcard nur für Personen mit Wohnsitz im Inland erhältlich ist, war ab diesem Zeitpunkt ein Empfang von ServusTV Österreich außerhalb Österreichs nicht mehr unverschlüsselt möglich.
Am 18. Oktober 2016 gab der Sender bekannt, den Sendebetrieb in Deutschland und auch in der Schweiz 2017 doch fortführen zu wollen. Der Sendebetrieb in der Schweiz wurde dann am 31. Dezember 2021 eingestellt. Am 31. Dezember 2023 wurde auch in Deutschland der lineare Sendebetrieb eingestellt, die Übertragungswege und Teile des Programms wurden von DF1 übernommen. Das Unternehmen möchte sich auf die digitale Verbreitung über ServusTV On fokussieren.
Im Juni 2024 wurde Goetz Hoefer Generaldirektor des Senders, im November 2024 wurde Matthias Schrom übergreifender Redaktionsleiter. Im Februar 2025 wurde der Rückzug von Ferdinand Wegscheider aus dem operativen Tagesgeschäft von ServusTV ab September 2025 bekanntgegeben.

## Programm
Das Programm von ServusTV hat fünf Kategorien: „Info und Aktuelles“, „Unterhaltung und Fiction“, „Entdecken und Wissen“, „Sport und Events“ und „Kultur und Volkskultur“. Zu Nachrichten und Magazinen werden unter anderem Servus-Nachrichten, Servus Wetter, Servus am Abend, Servus um 2 und Talk im Hangar-7 gezählt. Bei Dokumentationen und Porträts wird beispielsweise Terra Mater, TM Wissen (ehemals P.M. Wissen) oder Bergwelten ausgestrahlt. Zudem gibt es die Volkskultur-Sendungen Heimatleuchten und Hoagascht. Zur Unterhaltung zählt man Quizmaster und Quizjagd im Vorabendprogramm oder eigenproduzierte Fiction-Serien, Bares für Rares Österreich und Homo Austriacus im Hauptabendprogramm. Beim Kulturprogramm von ServusTV sieht man Sendungen wie kulTOUR mit Ioan Holender oder literaTOUR mit Alfred Komarek und Theodora Bauer sowie Live-Gottesdienste am Sonntag. Zirka 70 Prozent der Erstausstrahlungen bei ServusTV Österreich sind Eigenproduktionen.

### Sport
Die Live-Talk-Sendung Sport und Talk aus dem Hangar-7 sowie die MotoGP und die Superbike-WM werden im Programmangebot Sport gezeigt, das in den vergangenen Jahren mit Fußball, Tennis und Formel 1 weiter ausgebaut wurde. Inhalte aus der Welt von Red Bull zeigt das „Red Bull-TV-Fenster“.
ServusTV war von 2010 bis 2020 Programmpartner der Österreichischen Eishockey-Liga. Dazu war es von 2013 bis 2016 Partner der Deutschen Eishockey Liga (DEL). Von beiden Ligen wurde jeweils ein Spiel pro Woche im Rahmen der Servus Hockey Night gezeigt. In den Play-offs wurden vermehrt Spiele, zum Teil in Konferenzschaltung, übertragen.
Ab 2021 hat sich ServusTV die Fernsehrechte für die Formel 1 für die kommenden drei Jahre gesichert. Dort überträgt man in Partnerschaft mit dem österreichischen Sender ORF jeweils eine Hälfte der Saison, Ausnahme ist der Große Preis von Österreich, den beide Sender übertragen. ServusTV und ORF kooperierten bei der FIFA-WM 2022 und übertrugen alle 64 Spiele. Ebenso wurden alle 51 Spiele der UEFA EURO 2024 live im österreichischen Free-TV übertragen.
ServusTV überträgt jährliche Sport-Events wie den Wings for Life World Run oder die AirPower aus Zeltweg.

### Eigenproduzierte Fiction
2017 produzierte ServusTV mit Trakehnerblut nach der Serie Eine Couch für alle seine zweite fiktionale Serie. Im November 2018 wurde mit der Kriminalserie Meiberger – Im Kopf des Täters die nächste eigenproduzierte Serie ausgestrahlt. Mittlerweile wurden zu „Meiberger“ insgesamt 20 Folgen in drei Staffeln sowie ein Special in Spielfilmlänge von ServusTV produziert. Der deutsche Sender VOX erwarb Senderechte daran und zeigte im Sommer 2022 alle Folgen im Hauptabendprogramm. Mit dem Altaussee-Krimi „Letzter Gipfel“, dem Mafia-Zweiteiler „Im Netz der Camorra“ mit Tobias Moretti in der Hauptrolle und „Meiberger – Mörderisches Klassentreffen“ produzierte ServusTV 2021 drei neue Spielfilme selbst. 2021 und 2022 wurden auch der Film „Klammer – Chasing the Line“, die Altaussee-Krimis „Letzte Bootsfahrt“ und „Letzter Saibling“ sowie die internationale Serie „Das Netz“ produziert.

### Auszeichnungen und Publikumspreise
„Quizmaster“-Moderator Andreas Moravec wurde 2020 mit der Romy in der Kategorie „Show und Unterhaltung“ ausgezeichnet. Die Sendung „Die Nachfolger“ wurde 2020 mit der Romy in der Kategorie „Beste Programmidee“ ausgezeichnet. „Bergwelten“ erhielt 2019 eine Romy als „Beste TV-Dokumentation“ („Mount Everest – Der letzte Schritt“, Regie: Reinhold Messner).
Bergwelten erhielt 2017 beim Filmfest St. Anton den Publikumspreis für „Still Alive“ (Regie: Reinhold Messner).
Terra Mater wurde unter anderem 2018 mit der Romy für die „Beste TV-Dokumentation“ ausgezeichnet.
Das „Servus Wetter“ wurde 2015 und 2016 zwei Mal in Folge mit dem ersten Platz beim „Wettergipfel-Award“ ausgezeichnet. Zudem erhielt es 2018 den „Sonderpreis Infotainment“ von „Der Österreichische Journalist“.

## Rezeption

### Informationssendungen
Der Sender erhielt in der Vergangenheit gute Kritiken für seine Diskussionssendungen, Informationen und Dokumentationen (Stand 2016).
Für eine Kooperation mit der Journalistengruppe „Dossier“ erhielt der Sender 2014 den Robert-Hochner-Preis.

### Rechtspopulismus
Seit 2016 ist Ferdinand Wegscheider „Intendant“ des Senders und trägt damit zugleich die Verantwortung für Programm und Budget, was bei Fernsehsendern eher unüblich ist und zuvor auch bei ServusTV getrennt war. Wegscheider geriet bereits häufiger für seinen umstrittenen wöchentlichen Fernsehkommentar Der Wegscheider in die Kritik, der ihm den Spitznamen „Wut-Chefredakteur“ einbrachte. Seine Positionen werden teilweise als rechtspopulistisch angesehen und werden häufig in der rechten Szene verbreitet, wovon sich Wegscheider bisher nicht distanziert hat.
Die Süddeutsche Zeitung bezeichnete ServusTV im Oktober 2018 als „Heimatsender des österreichischen Rechtspopulismus“, ähnlich zuvor im Oktober 2016 auch bereits das Onlinemagazin Vice. 2016 wurde eine Ausgabe der Talksendung Talk im Hangar-7 mit dem Titel „Wie gefährlich sind unsere Muslime?“ ausgestrahlt. Eingeladen wurde auch Götz Kubitschek, ein Aktivist der Neuen Rechten, woraufhin drei von fünf Gästen nach Bekanntwerden ihre Teilnahme absagten. Ebenfalls 2016 wurde ServusTV als einziger unabhängiger Sender zum Europäischen Forum Linz, das mit vom Verfassungsschutz beobachteten Publikationen in Verbindung steht, zugelassen. 2019 wurde eine Einladung von Identitären-Chef Martin Sellner in eine Talksendung von Astrid Ebenführer im Standard kritisiert.

### Falschinformationen zur COVID-19-Pandemie
Während der COVID-19-Pandemie fiel der Sender mit Corona-Beiträgen auf, die denen des ORF oft im Inhalt entgegenstehen, beispielsweise in der Sendereihe Corona-Quartett (Selbstbezeichnung „Format mit Polarisierung und Polemik“), Der Wegscheider sowie die Servus-TV-Dokumentation Corona – Auf der Suche nach Wahrheit mit Martin Haditsch.

#### Sachverhaltsdarstellung des Presseclub Concordia
Der Presseclub Concordia übermittelte am 10. Dezember 2021 eine Sachverhaltsdarstellung an die Kommunikationsbehörde Austria zur Sendung Der Wegscheider. Darin bemängelte der Presseclub faktenwidrige Aussagen und mangelnde oder fehlende Argumentation Wegscheiders, einen unzulässigen Eingriff in die Sphäre Dritter und die Beeinträchtigung des Ansehens und Untergrabung der Glaubwürdigkeit von Wissenschaft und Medien. Wegscheider schrecke vor der Verwendung „verschwörungstheoretischer Codes“ nicht zurück. In seiner Beschwerde bat Concordia darum zu prüfen, ob insbesondere die wöchentliche Sendung Der Wegscheider im Einklang mit dem Audiovisuelle-Mediendienste-Gesetz steht, das von Privatsendern die Einhaltung journalistischer Standards verlangt. Der daraufhin folgende Bescheid der KommAustria gegen ServusTV vom 23. Dezember 2022 wurde im Juni 2023 durch das Bundesverwaltungsgericht aufgehoben.

#### Wissenschaftliche Einordnung
Auf die Konsequenzen der tendenziösen Pandemie-Berichterstattung von ServusTV wiesen unter anderem zwei unabhängige Studien der Universität Wien hin. So wurde etwa nachgewiesen, dass ServusTV-Nutzer in einem höheren Maß zur Verharmlosung des Virus, zum Glauben an Verschwörungstheorien, zu Kritik an den Eindämmungsmaßnahmen und zu Impfskepsis tendieren als die Nutzer anderer österreichischer Fernsehsender.
Im Zusammenhang mit den Auftritten anerkannter Fachleute wurde zudem auf das Problem der „Falschen Ausgewogenheit“ hingewiesen, einer medialen Verzerrung, die entsteht, wenn Minderheitspositionen oder diskreditierte Wissenschaftler auf dieselbe Ebene gestellt werden wie renommierte Fachleute, die den wissenschaftlichen Konsens vertreten. Die Publizistin Ingrid Brodnig, die sich mit Fake News und Verschwörungstheorien beschäftigt, bestätigt die Einordnung von ServusTV als Quelle für Falschinformationen. Bei einer Umfrage unter Corona-Leugnern und -verharmlosern, die 2020 an einer Demonstration in Berlin teilnahmen, wurde ServusTV neben dem Messengerdienst Telegram als eine der Quellen für ihre Informationen benannt.
Der Medienforscher Andy Kaltenbrunner bezeichnete den Sender im März 2022 als „Sammelbecken der Systemkritiker“.
Laut dem Politikwissenschaftler Markus Linden hat ServusTV „es geschafft, dass neben Verschwörungstheoretikern und Radikalen auch anerkannte Experten in die Sendungen kommen (...) Menschen, die ebenfalls radikale Positionen einnehmen, erscheinen dann gemäßigter.“.

## Empfang

HD-Logo

ServusTV kann in Österreich empfangen werden.
- DVB-T2
- DVB-C
- DVB-S2 (im Ausstrahlungsgebiet von Astra 19,2°)
- Internet (freier Zugang weltweit, IPTV jedoch nur bei einzelnen Betreibern)

Die technische Reichweite über alle Sendewege hinweg betrug im Jahr 2022 in Österreich 98 Prozent, in Deutschland 97 Prozent und in der Schweiz 98 Prozent.
Seit dem 1. März 2016 wird ServusTV Österreich nur verschlüsselt ausgestrahlt. Grund hierfür ist unter anderem der Erwerb von Sport- und Film-Rechten, die nur für Österreich erworben wurden. Der Empfang von ServusTV Österreich ist über die ORF-Smartcard, Sky Austria oder HD Austria ohne Zusatzkosten möglich. Die Ausstrahlung von ServusTV Deutschland über Satellit erfolgte unverschlüsselt. Zum Empfang wurde daher nur eine digitale Satellitenanlage mit entsprechendem Empfänger benötigt. Im gesamten Vodafone-Gebiet in Deutschland war der Sender in SD und HD unverschlüsselt empfangbar.

### DVB-T und Kabel
In den urbanen Regionen Österreichs ist ServusTV über DVB-T2 empfangbar. In allen Kabelnetzen kann ServusTV in Österreich empfangen werden. ServusTV Österreich ist kostenfrei über SimpliTV (nach Registrierung) in HD empfangbar.

### Satellit
In Standardauflösung konnte ServusTV Deutschland europaweit über folgende Frequenz empfangen werden, die Simulcastvariante des Senders wurde über DVB-S2 ausgestrahlt.
- Satellit: Astra 1N 19,2°
- Downlink-Frequenz 12,663 75 GHz (11,303 GHz als HD)
- Polarisation: Horizontal
- Symbolrate: 22000
- Modulation: QPSK (DVB-S2/8PSK in HD)
- Fehlerschutz: FEC 5/6 (FEC 2/3 als HD)

Eine alternative Empfangsmöglichkeit der deutschen Version in Standardauflösung bietet Kabelkiosk, insbesondere für große Teile des westlichen Asiens. Für den Empfang wird wegen der MPEG-4-Kodierung (DVB-S2) ein geeigneter Receiver benötigt. Servus TV Deutschland wurde am 31. Dezember 2023 eingestellt.
- Satellit: Eutelsat 9A 9° Ost
- Downlink-Frequenz: 11785
- Polarisation: Horizontal
- Symbolrate: 27500
- Modulation: DVB-S2/8PSK
- Fehlerschutz: FEC 2/3

### Internet
ServusTV gehört zu den Sendern, die beim Einkauf der Lizenzrechte von Anfang an die Internetverbreitung berücksichtigt haben, und hat schon früh einen Livestream des gesamten Programms auf der eigenen Homepage angeboten.
IPTV-Angebote gibt es in Österreich und Deutschland (unter anderem bei MagentaTV und Vodafone TV). Seit einer Neugestaltung im Mai 2014 ist das bestehende Internetangebot mit Apple-iOS- und Android-Apps sowie unter verschiedenen proprietären Plattformen (zum Beispiel Samsung) verfügbar und wird auch in ITV-Angeboten wie MagentaTV eingespeist. Bereits zuvor konnte das Programm auf der Homepage des Senders online als Internetfernsehen abgerufen werden.

#### ServusTV On
ServusTV betreibt seit 2022 die Video- und Streaming-Plattform ServusTV On. ServusTV On fasst die Streamingangebote des Senders zusammen, der seine werbefinanzierten Services direkt via Website und als App auf diversen Plattformen wie Amazon Fire und Android TV verbreitet. Dies wird als Advertised-Video-on-Demand (AVoD) bezeichnet. Bei ServusTV On sind die Mediathek und der Livestream von ServusTV abrufbar, darüber hinaus zahlreiche Inhalte und Übertragungen, die zuvor nicht im regulären Programm zu sehen waren. ServusTV On ist weltweit verfügbar, der Großteil der Inhalte ist aus lizenzrechtlichen Gründen per Geoblocking auf Österreich und Deutschland beschränkt.